# Рауль Маркес
Рауль Маркес (англ. Raúl Márquez; 28 серпня 1971) — американський професійний боксер мексиканського походження, чемпіон світу за версією IBF (1997) в першій середній вазі.

## Аматорська кар'єра
1987, 1989 та 1991 року став чемпіоном США серед аматорів.
На чемпіонаті світу 1989 отримав бронзову медаль.
- В 1/16 фіналу переміг Хав'єра Мартінеса (Іспанія) — 31-7
- В 1/8 фіналу переміг Грега Джонсона (Канада) — RSCI-2
- В чвертьфіналі переміг Роберто Велін (Швеція) — 17-14
- В півфіналі програв Франциску Ваштаг(Румунія) — 7-13

1990 року, здобувши дві перемоги над Муйо Байровичем (Югославія) та Володимиром Єрещенко (СРСР) і програвши у фіналі Франциску Ваштаг (Румунія), завоював срібну медаль на Іграх доброї волі.
На чемпіонаті світу 1991 програв в першому бою Оле Клеметсену (Норвегія).
На Олімпійських іграх 1992 переміг Девіда Дефіагбон (Нігерія) та Ріваля Кадо (Сейшельські Острови), а у чвертьфіналі програв Орхану Делібаш (Нідерланди) — 12-16

## Професіональна кар'єра
Відразу після Олімпіади перейшов до професійного боксу. Впродовж 1992—1996 років здобув 24 перемоги, серед них над колишнім чемпіоном світу за версією WBC у напівсередній вазі мексиканцем Хорхе Вака.
У січні 1997 року здобув 25-ту перемогу, а 12 квітня здобув перемогу технічним нокаутом над Ентоні Стівенсом і завоював вакантний титул чемпіона світу за версією IBF в першій середній вазі. 5 липня в першому захисті переміг технічним нокаутом американця Ромалліса Елліса. 13 вересня переміг розділеним рішенням ямайця Кіта Маллінгса.
6 грудня 1997 року зустрівся в бою з мексиканцем Йорі Бой Кампасом і, зазнавши поразки технічним нокаутом у восьмому раунді, втратив звання чемпіона.
17 липня 1999 року зустрівся в бою з новим чемпіоном IBF в першій середній вазі американцем Фернандо Варгасом і зазнав поразки технічним нокаутом в одинадцятому раунді.